# جون كاري (لاعب هوكي الجليد)
جون كاري (بالإنجليزية: John Curry)‏ هو لاعب هوكي الجليد أمريكي، ولد في 27 فبراير 1984 في شوروود في الولايات المتحدة.

## وصلات خارجية
- جون كاري على موقع دوري الهوكي الوطني (الإنجليزية)
- جون كاري على موقع EliteProspects.com (الإنجليزية)
- جون كاري على موقع Eurohockey.com (الإنجليزية)
- جون كاري على موقع HockeyDB.com (الإنجليزية)
- جون كاري على موقع Hockey-Reference.com (الإنجليزية)